# 然并卵
然并卵，即“然而并没有什么卵用”的缩略语，是2015年网络新词。“然并卵”用于表达没有收获理想的效果的无奈之情，其中“卵”原义男性生殖器，表示程度。
“然并卵”源自斗鱼游戏主播MR.QUIN的黑暗之魂2游戏视频，后来被B站UP主@怕上火爆王老菊的游戏讲解视频所引用。在《暴走大事件》的《质检leader张全蛋怒揭电视机行业内幕》中，张全蛋使用“然而并没有什么卵用”，让这个词迅速流行。主播MR.QUIN是江西南昌人，而江西方言有“没卵用”、“关你卵事”等说法。
“然并卵”与“城会玩”等词被网友们合称为《新三字经》。

## 评价
“然并卵”一词比较粗俗，因而未被选入《咬文嚼字》杂志2015年十大流行语榜单。《咬文嚼字》主编郝铭鉴认为，“‘然并卵’这样的网络词汇既无语言智慧，又无内容形式，只有语言使用者的任性。”
2016年7月修订的《新华社新闻信息报道中的禁用词和慎用词》中，“然并卵”列入应当禁用的38个不文明用语之一。